# Jogos Olímpicos de Verão de 1916
Os Jogos da VI Olimpíada da Era Moderna nunca foram realizados, devido à Primeira Guerra Mundial. Os jogos seriam realizados em Berlim, Alemanha.
Em Maio de 1912, o Comité Olímpico Internacional escolheu Berlim como cidade organizadora dos Jogos da VI Olimpíada, em detrimento de Alexandria e Budapeste. Quando se iniciou a primeira guerra mundial, em 1914 os preparativos dos jogos não foram interrompidos, pois não se previa que a guerra durasse tantos anos, mas o prolongamento do conflito tornou impossível a realização do evento.
Os jogos deveriam ser realizados em torno do Deutsche Stadion (Estádio Alemão), construído entre 1912 e 1913 especialmente para o evento. 